# Chiesa di San Nicola (Minervino di Lecce)
La chiesa di San Nicola è la chiesa madre di Cocumola in provincia di Lecce.

## Storia
L'edificazione della chiesa risale alla fine del XVIII secolo. Subì lavori di restauro e ampliamento alla fine degli anni ottanta dell'Ottocento e nel 1906. Inizialmente a croce latina e di piccole dimensioni, fu ampliata con l'aggiunta di due navate laterali adoperando le rovine di una torre cinquecentesca che serviva da guardia contro le incursioni saracene.

## Architettura

### Esterno
La facciata si presenta in stile neoclassico divisa in due ordini da un'aggettante trabeazione. Nell'ordine inferiore, scandito in tre zone da lesene ioniche su alti basamenti, si aprono tre portali d'ingresso architravati; quello centrale è sormontato da un rosone. L'ordine superiore, terminante con un timpano triangolare, si caratterizza per la presenza di una grande nicchia vuota sul cui frontone è inserito lo stemma civico raffigurante una torre con un'aquila. Sul lato sinistro è addossata la torre dell'orologio recante la data 1906. La chiesa è dotata di un campanile a pianta quadrata nel quale sono collocate due campane: la più grande risale al 1976 mentre la più piccola è del 1883.

### Interno
L'interno è a tre navate con abside polilobata. La copertura è a spigolo alla leccese nelle navate laterali mentre la navata centrale possiede una copertura a volta piana, realizzata in seguito al ripristino del tetto effettuato negli anni sessanta del Novecento. In occasione di tali lavori furono eliminati l'organo settecentesco, la balaustra che delimitava l'abside, il pulpito e l'altare maggiore in pietra leccese, sostituito con uno in marmo policromo. Nelle navate sono posizionati cinque altari (due a sinistra e tre a destra) dedicati a san Nicola, alla Madonna Assunta, a san Francesco da Paola, al Sacro Cuore di Gesù (con tela dell'apparizione a Santa Margherita Maria Alacoque) e alla Madonna del Rosario. 
Nel tabernacolo dell'altare di San Nicola è individuabile un fregio cinquecentesco, testimonianza che l'attuale struttura sorge sul sito di un precedente luogo di culto.